# Куншаг
Кума́нія (лат. Cumania, «Половецька земля»), або Ку́ншаг (угор. Kunság, «Кунська земля»») — історична область Угорщини. Розташована в центральній частині Середньодунайської рівнини, у міжріччі Дунаю, Тиси та Кереша.

## Географія
- Велика Куманія (лат. Cumania Major; угор. Nagykunság, Нодь-Ку́ншаґ)

Розташована на схід від річки Тиси до Кереша. Займає всю центральну і східну частину комітату Яс-Надькун-Сольнок. Рельєф рівнинний (Великий Альфельд); посічена річковими заплавами. Має багато половецьких курганів, що збереглися дотепер.
- Мала Куманія (лат. Cumania Minor; угор. Kiskunság, Кіш-Ку́ншаґ)

Розташована між Дунаєм і Тисою, відокремлюючи столичну область Будапешту від аграрної Бачки. Займаючи північну частину комітату Бач-Кишкун. Лежить у самому центрі Середньодунайської рівнини, не має значних перепадів висот. Річок мало, клімат досить посушливий, багато піщаників.

## Історія

Прибуття половців до Угорщини («Ілюстрована хроніка», XIV ст.)

На початку XIII століття половецькі племена населяли територію Північного Причорномор'я, однак під натиском монголів перекочували до Карпат. В 1223 р. об'єднана половецько-руська армія була розбита в битві на Калці. Після цієї поразки половецький хан Котян з роду Тертер-оба разом з кількома половецькими родами, залишками печенігів і ясів, рушив на Балкани. Угорський король Бела IV, що боровся з магнатами і потребував додаткових військових сил для відбиття монгольської загрози і зміцнення королівської влади, в 1239 році запросив половців на територію Угорщини і надав їм землі в межиріччі Дунаю і Тиси. Однак невдоволення угорських магнатів появою нової політичної сили в королівстві призвело до міжусобиць між угорцями та половцями; угорці вбили Котяна й в березні 1241 р. половці залишили країну. Через кілька тижнів монгольські війська розбили угорське військо в битві біля Мохе і розграбували Угорщину.

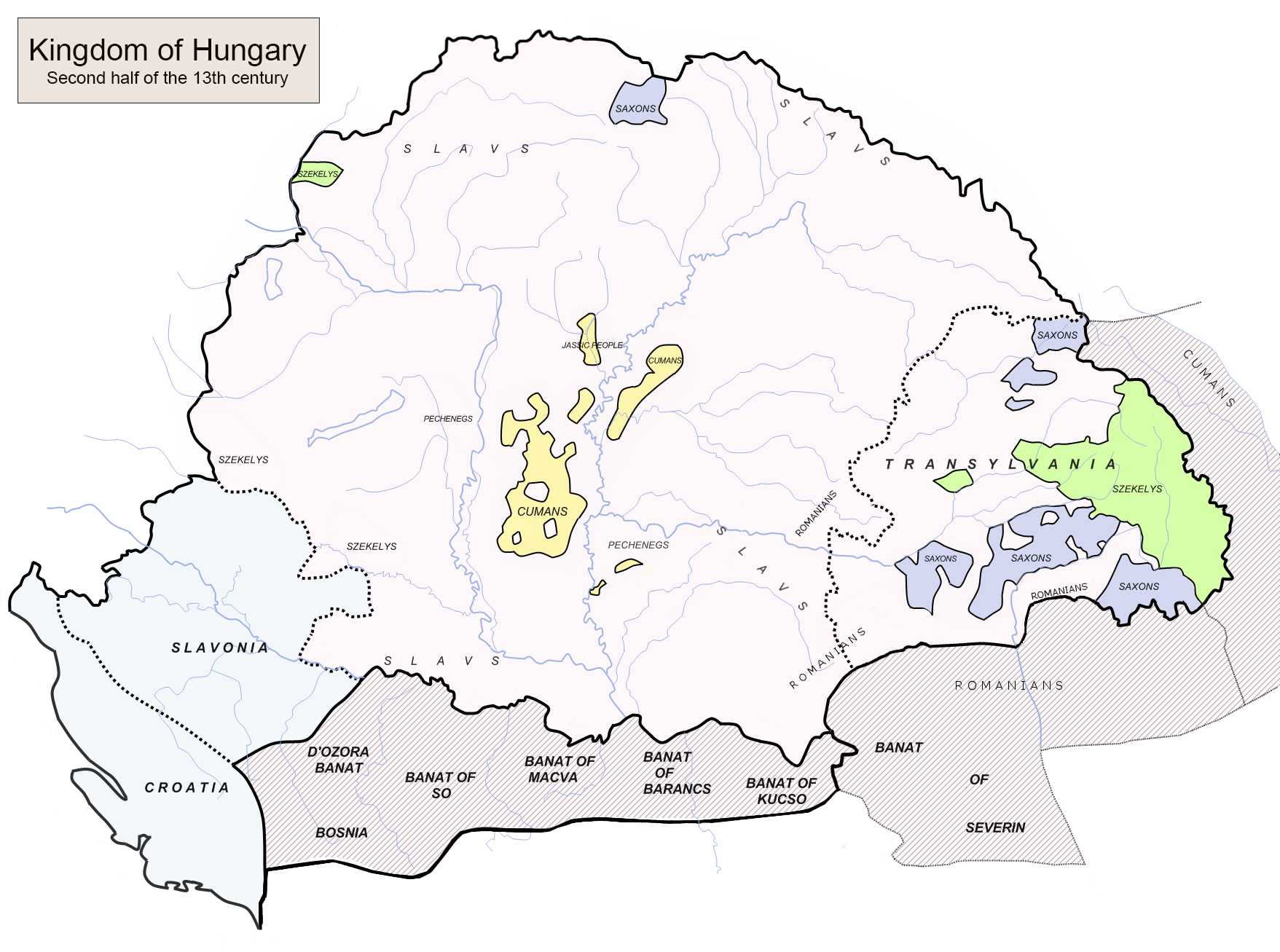
Половецькі поселення в складі Угорщини (ХІІІ ст.)

1246 року, після монгольської навали, угорський король Бела IV запросив 40-60 тисяч половців (куманів) та невелику групу язигів (ясів) назад до Угорщини, аби вони заселили угорські рівнини спустошені монголами. На цих територіях були утворені області Куманія і Язигія (лат. Jazigia; угор. Jászság), у яких половці та язиги отримали право зберегти свої звичаї, в обмін на військову службу, хрещення та постійне проживання. Для підкріплення своїх обіцянок король одружив власного сина Стефана із Єлизаветою, донькою половецького хана Котяна. 1279 року угорський король Ласло IV, син Стефана від шлюбу з половчанкою, надав самоврядні права половецьким поселенням в Куманії.
У XVI-XVIII століттях Куманія разом із Язигією складала автономну Ясько-половецький (язигсько-куманський) округ (лат. Districtus Jazygum et Cumanum; угор. Jászkunság, Jászkun kerület). 1711 року, згідно зі Сатмарським миром після національно-визвольного повстання Ракоці, австрійці скасували цю автономію, але 1745 року її відновила імператриця Марія-Терезія. До середини XIX століття Куманія мала більше прав ніж інші угорські землі, включаючи свободу від кріпацтва, яке було скасоване по всій Угорщині лише 1858 року.
1876 року, внаслідок поширення комітатської системи на всі угорські землі, автономію Куманії скасували. Верхня Куманія увійшла до комітату Яс-Надькун-Сольнок (лат. Comitatus Jazyga et Cumania Maior et Szolnokiensis; угор. Jász-Nagykun-Szolnok vármegye, комітат Язигії, Великої Куманії та Сольнока), а Мала Куманія — до комітату Пешт-Піліш-Шольтен-Кішкун (лат. Comitatus Pestiensis et Pilisiensis et Soltensis et Cumania Minor; угор. Pest-Pilis-Solt-Kiskun vármegye, комітат Пешта, Піліша, Шольтена та Малої Куманії).

## Герб
В угорській модерній геральдиці XVIII століття землі Куманії мали за герб двохвостого лева, лицем ліворуч, що спирається на задніх лапах. Лева зображали з короною або без. Ліворуч лева малювали місяць, а праворуч — зірку. Зазвичай, лева зображували золотим або червоним на синьому тлі; інколи — чорним на золотому тлі. Місяць з зірками були золотими, срібними або червоними. Після запровадження системи комітатів цей лев увійшов до герба комітату Яс-Надькун-Сольнок.

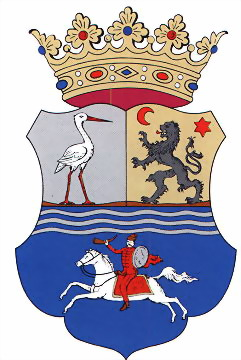
Яс-Надькун-Сольнок
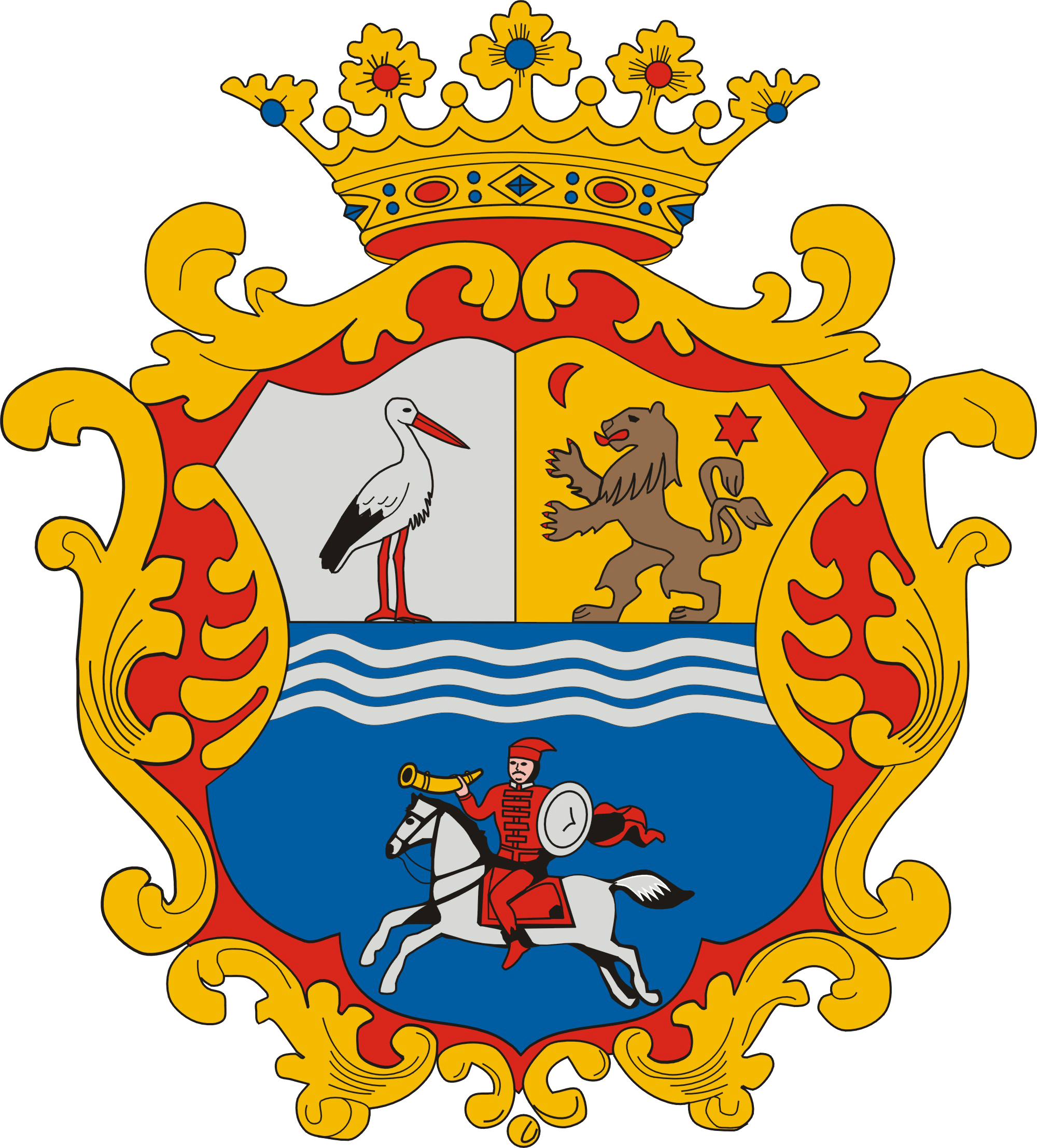
Яс-Надькун-Сольнок
Яс-Надькун-Сольнок

Первісно «куманський лев» був символом Валахії й Молдови, на панування якою претендували угорські королі. В пізньому середньовіччі ці краї також називали «Куманією». Так, на великому гербі угорського короля Матвія Корвіна 1488 року серед малих гербів зображено срібний щит із червоним коронованим левом, який тримає золоту корону; цей лев — символ «Куманії». Він був складовою герба королівського дому Гуняді, що вважався «валаського» походження (половецького або слов'янського). Крім цього чорний «куманський лев» із зіркою і місяцем герб зустрічається в «Космографії» Себастьяна Мюнстера (1544), у якій він позначений як герб Валахії.

Герб Матвія Корвіна
Герб Гуняді
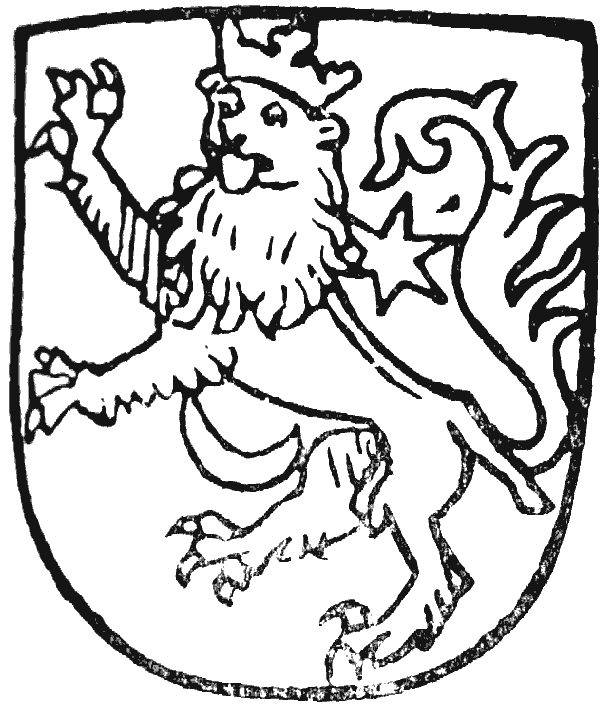
Герб Валахії (Олтенії)
Великий герб Угорщини (1849)

## Див також
- Кишкуншаг
- Ясшаг
- Хайдушаг
- Половецька волость